# Алакольское месторождение
Алакольское месторождение угля — расположено на территории Алматинской и Восточно-Казахстанской области, недалеко от озера Алаколь, в 15 км от железнодорожной линии Актогай-Дружба. Угленосная толща мощностью свыше 300 м сформировалась в осадочных отложениях юрского периода. Угленосные слои мощностью 100—125 м состоят из песчаников, алевролитов, конгломератов, угольных аргиллитов и шести угольных пластов. Типы углей — гумолиты и сапрогумолиты. Содержание углерода 73,8 %, серы (0,4—0,94 %) и золы (3,1—8,6 %). Угли месторождения характеризуются высокой теплоемкостью (7220—7450 ккал/кг), Используются местным населением в качестве топлива.